# Wolfenstein: Youngblood
Wolfenstein: Youngblood es un videojuego de acción y disparos en primera persona desarrollado por MachineGames y Arkane Studios distribuido por Bethesda Softworks; es la novena entrega de la serie Wolfenstein y un spin-off de la saga comenzada por Bethesda con el videojuego Wolfenstein: The New Order. El juego se sitúa en 1980, 19 años después de los acontecimientos descritos en Wolfenstein II: The New Colossus y tiene como protagonistas a Jessica y Sophia Blazcowickz quienes son las hijas gemelas de B.J Blazcowickz y Anya Oliwa, las cuales viajan a una Francia aún ocupada por el régimen Nazi con el propósito de buscar a su padre el cual desapareció en territorio francés y probarse a sí mismas ayudando a la Resistencia Francesa contra los nazis buscando liberar a este país de su brutal opresión.

## Sinopsis
Diecinueve años después de la ocupación nazi en la Segunda Revolución Americana en 1961, los miembros más nuevos de la Resistencia Global, Jessica y Sophia Blazkowicz se embarcan en una misión de búsqueda a Francia en la ciudad capital de París cuando B.J., su padre, desaparece en acción. Las hijas de B.J. deben luchar contra el régimen nazi en Europa que aún se mantiene.

### Argumento
19 años después de los sucesos de Wolfenstein II: The New Colossus, la  Segunda Revolución Americana liderada por el Círculo de Kreisau fue un éxito total y gran parte del mundo es liberado de la opresión y la tiranía de los nazis siendo expulsados de sus tierras, pero aquello no sería lo único que consiguieron; B.J. Blazcowickz finalmente logró asesinar a la máxima figura de autoridad del Tercer Reich: al mismísimo Adolf Hitler. Blazcowickz y su esposa Anya, finalmente podrán criar a sus hijas, Jessica y Sophia, enseñándoles lo necesario para que aprendan a defenderse por sí solas y continuar con la lucha iniciada por sus padres. En 1980, Blazcowickz desapareció misteriosamente, por lo cual Anya desesperada, acude a la ayuda de su amiga y compañera de la resistencia, Grace Walker, ahora convertida en directora del FBI. Grace y su hija, Abby, van a casa de los Blazcowickz para reunirse con Anya y mientras Abby y las gemelas Blazcowickz estaban en la habitación de estas últimas, Grace le revela a Anya que sus agentes le informaron que Blazcowickz se dirigió rumbo a la París aún ocupada por los nazis, llamada por estos Neu-París, para contactar con la Resistencia Francesa. Las chicas escuchan la conversación de sus madres y creyendo que el gobierno norteamericano no enviaría a alguien para buscar a Blazcowickz, deciden ellas mismas ir a buscarlo tras confirmar sus sospechas al descubrir una habitación oculta dentro de su casa la cual contenía un mapa y datos proporcionados a Blazcowickz por Set Roth antes de su muerte. Para ello, las chicas roban un helicóptero del FBI y un par de trajes potenciadores para embarcarse en la búsqueda.
A su llegada a Francia, las chicas conocen a una mujer llamada JuJu que afirma ser la líder de la resistencia parisina contra el dominio Nazi en la ciudad y a su compañero Jacques el cual es un hombre mudo; una vez allí, les informa que efectivamente estableció contacto con Blazcowickz pero desde entonces no lo volvió a ver. Las chicas se enteran de que Blazcowickz pretendía ingresar a una instalación secreta de los nazis identificada como Laboratorio X, pero para poder ingresar y encontrarlo, deben ayudar a la resistencia a hackear una red de computadoras conocida como "los Hermanos" la cual se encontraba dispersa por la ciudad, en tres torres de seguridad y que tenían las llaves de acceso al Laboratorio X. Tras cumplir exitosamente con esta misión, Abby descubre que todo fue un engaño desde el inicio ya que JuJu y su compañero Jacques, no sólo simpatizan con la ideología Nazi, sino que también, colaboran con la causa, revelándose la identidad del compañero de JuJu como la del general Lothar Brandt y su esposa era nada menos que la misma JuJu, cuyo nombre real es Julie; Brandt es un comandante Nazi, que cayó en desgracia ante sus superiores creando una organización de traidores a los ideales del Tercer Reich llamada El Cuarto Reich que busca derrocar al actual partido Nazi para tomar el poder tras la muerte de Hitler a manos de Blazcowickz hace 20 años. Con los sistemas de "Los Hermanos" bajo su control, Brandt buscaba llevar a cabo su objetivo de derrocar al gobierno de Berlín cosa de la que se jacta mientras que las hermanas Blazcowickz enteradas ya de lo que Abby había descubierto, fingen beber un vino que había sido envenenado; por supuesto se desata un enfrentamiento en el cual Lothar y JuJu logran escapar, pero desafortunadamente Abby resulta gravemente herida al recibir una puñalada en su ojo izquierdo perdiéndolo.
Abby guía a las chicas para que accedan al Laboratorio X explicando además que, revisando los archivos nazis, descubrió que Lothar al haber sido degradado por sus líderes, estos descubrieron sus planes de rebelión por lo que ordenaron eliminarlo; así pues, Lothar y su esposa, se infiltraron dentro de las filas de la resistencia Francesa, esperando su oportunidad de ejecutar sus planes de derrocar al gobierno Nazi que quedó debilitado tras la muerte de Hitler. Una vez en el complejo, las hermanas Blazcowickz se infiltran en los niveles inferiores del Laboratorio X donde finalmente se reencuentran con B.J.. Este entonces accede a contar a sus hijas la razón de su desaparición: tras asesinar a Hitler en los 60s, Blazcowickz descubrió que con su muerte, el Fürher activó una poderosa arma del día del Juicio Final la cual ha provocado que el mundo entero entre en un estado de cambios climáticos extremos, siendo Max Hass el primero en percatarse de las anomalías. Los cálculos y teorías de Set apuntaron a que el planeta Tierra dejaría de ser habitable en algunos años de continuar estos fenómenos naturales tan violentos. A su llegada a Francia, Blazcowickz se percató de la mentira de Julie, por lo cual se dirigió al Laboratorio X para continuar siguiendo las instrucciones dejadas por Set antes de su muerte en un intento por detener el arma dejada por Hitler; pero lo que descubrió allí, fue muy impactante: la instalación contiene una tecnología que permite realizar viajes interdimensionales con la cual es posible entrar a otras realidades alternativas; Blazcowickz, sin saber cómo, usó la tecnología para descubrir un mundo paralelo en el que los aliados, ganaron la Segunda Guerra Mundial y el mundo estaba en paz, conociendo a las contrapartes de sus hijas las cuales vivían una existencia pacífica y vidas normales, lejos de este mundo infernal en el que viven lo cual lo hizo cuestionarse sobre el significado de su lucha; sus hijas logran hacer que recupere la compostura y este les entrega a ambas, un dispositivo de Da'at Yichud el cual aumenta el poder de sus trajes potenciadores. Posteriormente, Lothar y Julie retoman el control de sus cuarteles generales y deciden lanzar la operación de Golpe de Estado ordenando a sus aliados en Berlín, comenzar con la operación; pero las hermanas Blazcowickz logran llegar hasta la cima del laboratorio enfrentando a la pareja y consiguen matarlos finalmente.
Luego de esto y tras reunirse con el resto de su familia, los Blazcowickz y las Walker, entienden la amenaza que representa el Cuarto Reich, por lo cual B.J., su esposa y Grace, contactan con sus aliados en todo el mundo, mientras las hermanas Blazcowickz y Abby se quedaron atrás, para enfrentarse al inminente contraataque del Tercer Reich sobre París.

## Detalles del lanzamiento
Las hijas gemelas de BJ Blazkowicz y Anya Oliwa son los personajes jugables en esta ocasión. El juego está disponible en los modos multijugador y para un solo jugador para la campaña de la historia, y como tal es una escisión independiente.
En la versión alemana, se aplicó una censura en referencia de las esvásticas, que fueron cambiadas e incluso los símbolos de la Schutzstaffel también fueron eliminados debido a las políticas del gobierno de Alemania de no permitir exhibir en público estos símbolos. Sin embargo el 25 de junio la página oficial de Bethesda de Alemania confirmó oficialmente de lanzaría dos versiones en el país una versión sin censura y la otra es la versión censurada; la versión censurada fue lanzada sólo para consolas, contiene censura las referencias de los nazis, y la versión sin censura en cambio fue lanzado sólo en Steam, contiene todo el contenido sin censura y el contenido es el mismo de la versión internacional.

## Recepción
El juego recibió en general críticas moderadas, destacando la acción frenética del juego pero resaltando la falta de profundidad de historia y conexión con el universo de Wolfenstein.